# جان اینگلیش (کارگردان)
جان اینگلیش (انگلیسی: John English؛ ۲۵ ژوئن ۱۹۰۳ – ۱۱ اکتبر ۱۹۶۹) کارگردان تلویزیونی، کارگردان فیلم و تدوین‌گر اهل بریتانیا بود.
از فیلم‌ها یا مجموعه‌های تلویزیونی که وی در آن‌ها نقش داشته است، می‌توان به جانی رینگو اشاره نمود.